# 17 Чаши
17 Чаши (лат. 17 Crateris), n Гидры (лат. n Hydrae) — двойная звезда в созвездии Гидры на расстоянии (вычисленном из значения параллакса) приблизительно 92 световых лет (около 28,1 парсек) от Солнца. Возраст звезды определён как около 2,8 млрд лет.

## Характеристики
Первый компонент (HD 100287) — жёлто-белая звезда спектрального класса F8V, или G0. Видимая звёздная величина звезды — +5,68m. Масса — около 1,3 солнечной, радиус — около 1,644 солнечного, светимость — около 3,545 солнечной. Эффективная температура — около 6019 K.
Второй компонент (HD 100286) — жёлто-белая звезда спектрального класса F8V, или G0. Видимая звёздная величина звезды — +5,77m. Масса — около 1,2 солнечной, радиус — около 1,57 солнечного, светимость — около 3,224 солнечной. Эффективная температура — около 6048 K. Удалён на 9,6 угловой секунды (253 а.е.).

## Планетная система
В 2019 году учёными, анализирующими данные проектов Hipparcos и Gaia, у звезды обнаружена планета HIP 56280 b.